# Bitwa nad Barking Creek

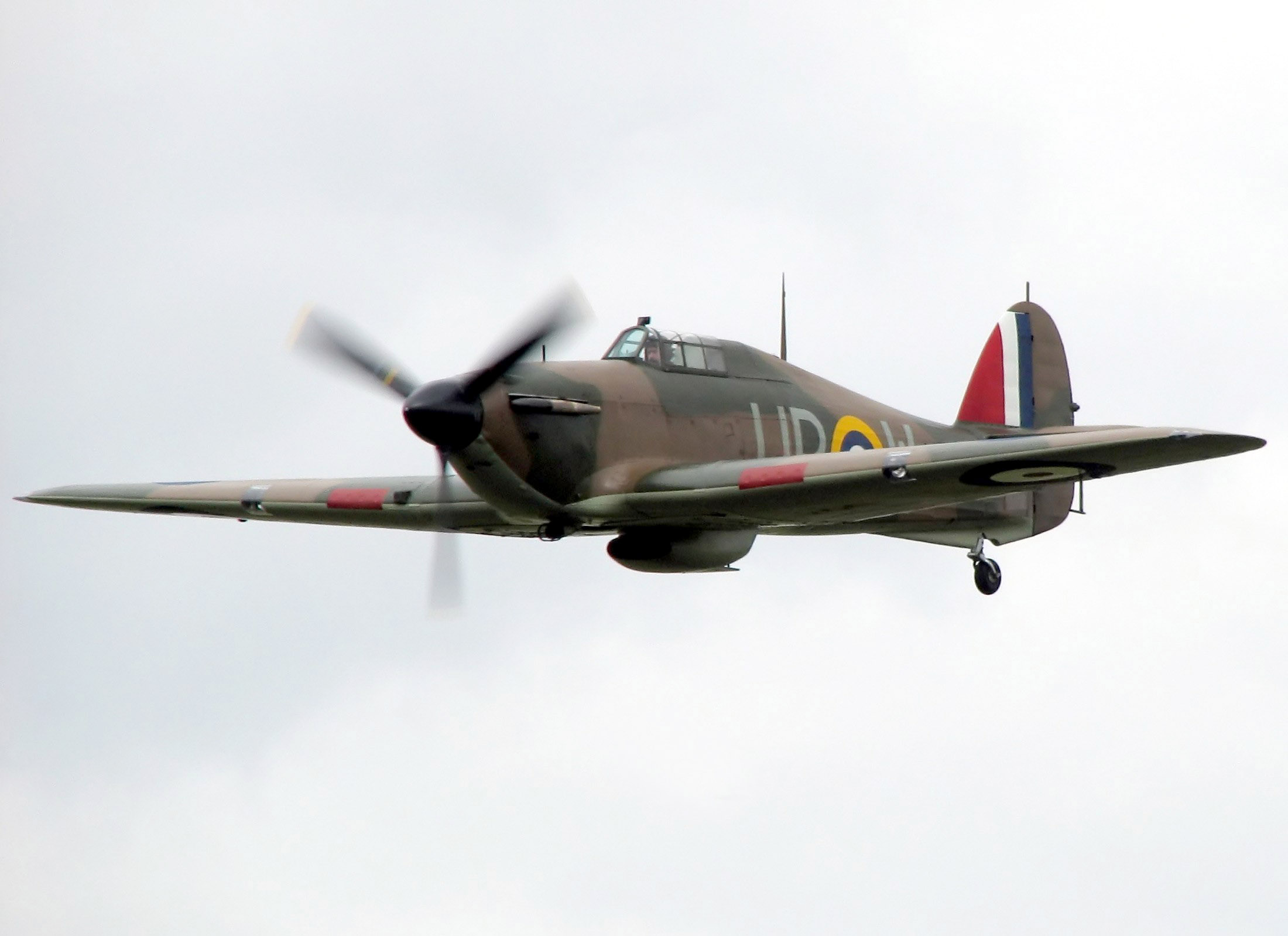
Hurricane Mk I

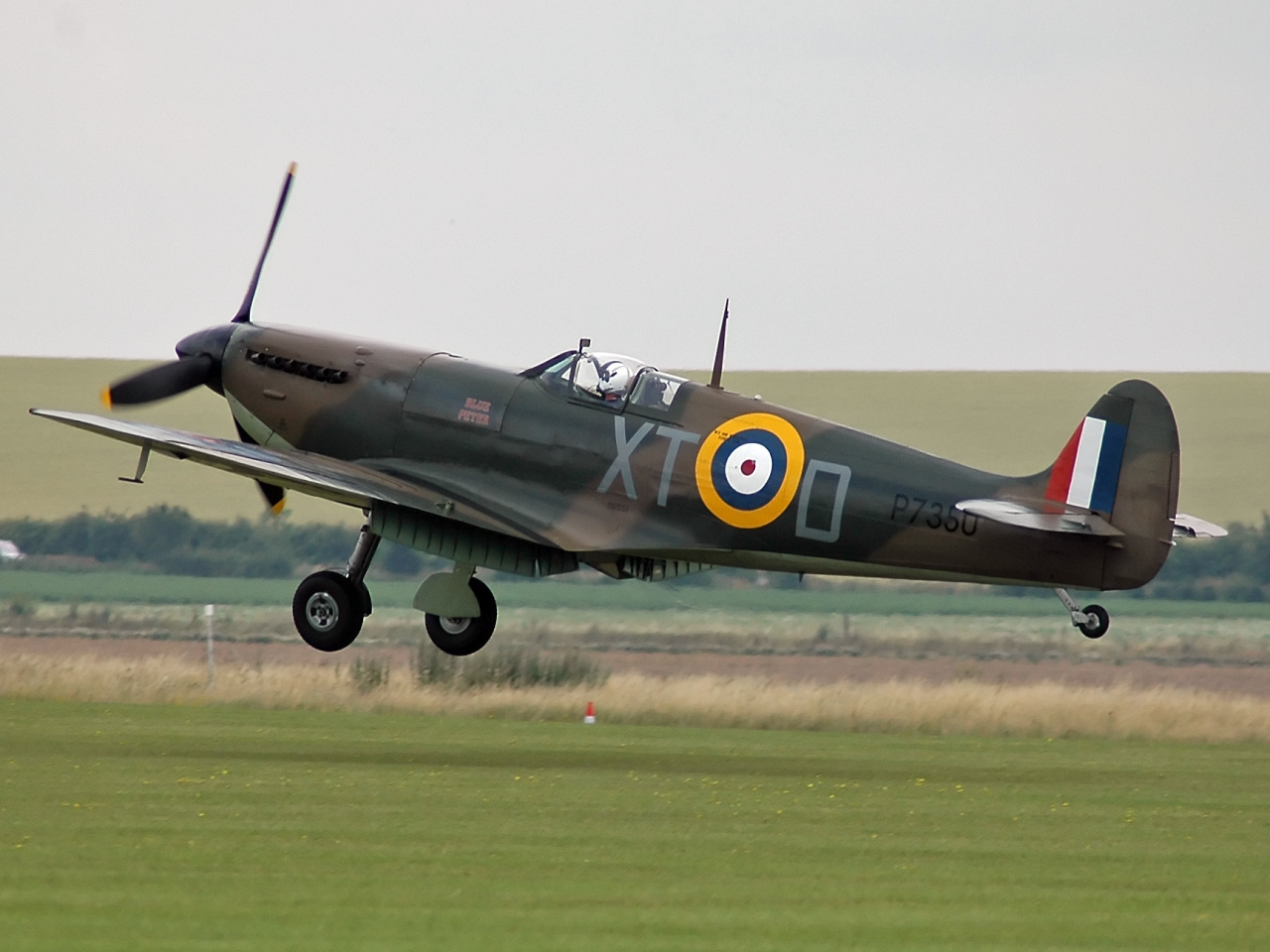
Supermarine Spitfire

Bitwa nad Barking Creek – omyłkowe starcie pomiędzy samolotami brytyjskiego RAF-u 6 września 1939 roku.

## Przebieg
Zajście rozpoczęło się o 6:15, rankiem 6 września 1939 roku, gdy obsługa baterii reflektorów u ujścia rzeki Blackwater zameldowała o nadlatującym nad wybrzeże nieprzyjacielskim samolocie – w rzeczywistości był to samolot wracający z samotnego patrolu, zaś pomyłka wynikała z braku doświadczenia załogi punktu obserwacyjnego. Do przechwycenia maszyny skierowano sekcję z 56 Dywizjonu z North Weald, korzystającego z samolotów Hurricane. Jednak z nieznanych powodów poderwały się samoloty całego dywizjonu, w tym dwa rezerwowe, które podążyły za dywizjonem w pewnej odległości. Żaden z pilotów nie miał doświadczenia bojowego.
Stacja radarowa w Esseksie omyłkowo zinterpretowała samoloty dywizjonu jako maszyny niemieckie, co doprowadziło do poderwania czterech kolejnych dywizjonów do odparcia rzekomego ataku: 151 Dywizjonu z North Weald, latającego na samolotach Hurricane oraz 54, 65 i 74 Dywizjonu z Hornchurch, wyposażonych w samoloty Spitfire. 56 Dywizjon został też ostrzelany przez baterie artylerii przeciwlotniczej.
Dowodzący 74 Dywizjonem Adolph Malan początkowo wydał rozkaz ataku na dwie rzekomo wrogie maszyny, jednak szybko zorientował się w pomyłce i nakazał wycofanie, jednak ten rozkaz nie dotarł do dwóch pilotów, Johna Freeborna i Paddy'ego Byrne'a. Efektem tego starcia były zestrzelone dwa samoloty rezerwowe typu Hurricane z 56 Dywizjonu, które leciały za ogonem macierzystej jednostki, zginął zaś jeden pilot – Montague Hulton-Harrop – i był to pierwszy brytyjski pilot wojskowy, który zginął w II wojnie światowej.

## Skutki
Obaj piloci zostali po wylądowaniu aresztowani i postawieni przed sądem, który jednak ich uniewinnił, uznając bałagan panujący w tym dniu za zbyt duży, by można było przypisać pilotom winę. W sądzie Malan występował jako świadek oskarżenia i zarzucił Freebornowi nieodpowiedzialność i ignorowanie rozkazów, zaś Freeborn uważał, że Malan chciał jedynie zrzucić z siebie odpowiedzialność.
Omyłkowe starcie z 6 września stało się impulsem do przebudowy systemu kierowania myśliwcami, w tym procedur komunikacji i systemu nanoszenia danych na stoły w pokojach operacyjnych.